# Windsor (Nova York)
Windsor és una població dels Estats Units a l'estat de Nova York. Segons el cens del 2000 tenia 901 habitants.

## Demografia
Segons el cens del 2000, Windsor tenia 901 habitants, 369 habitatges, i 250 famílies. La densitat de població era de 322,1 habitants per km².
Dels 369 habitatges en un 32,8% hi vivien nens de menys de 18 anys, en un 50,7% hi vivien parelles casades, en un 12,2% dones solteres, i en un 32% no eren unitats familiars. En el 29% dels habitatges hi vivien persones soles el 15,2% de les quals corresponia a persones de 65 anys o més que vivien soles. El nombre mitjà de persones vivint en cada habitatge era de 2,44 i el nombre mitjà de persones que vivien en cada família era de 3,01.
Per edats la població es repartia de la següent manera: un 27,7% tenia menys de 18 anys, un 6,3% entre 18 i 24, un 27,9% entre 25 i 44, un 21,3% de 45 a 60 i un 16,8% 65 anys o més.
L'edat mediana era de 39 anys. Per cada 100 dones de 18 o més anys hi havia 83,4 homes.
La renda mediana per habitatge era de 37.500 $ i la renda mediana per família de 46.563 $. Els homes tenien una renda mediana de 35.000 $ mentre que les dones 21.298 $. La renda per capita de la població era de 18.168 $. Entorn del 8,4% de les famílies i el 10% de la població estaven per davall del llindar de pobresa.